# Vitpannad stenskvätta
Vitpannad stenskvätta (Oenanthe albifrons) är en fågel i familjen flugsnappare inom ordningen tättingar.

## Utseende och läte
Vitpannad stenskvätta är en liten och rätt slank svart stenskvätta. Hanen har en vit fläck i pannan som kan täcka större delen av hjässan, i vissa områden även vit skulderfläck. Honans fjäderdräkt från helsvart till att ha grå strupe och ibland grå panna. Arten liknar vitskuldrad termitskvätta och nordlig termitskvätta, men är mindre och hanen kan alltid särskiljas av det vita på pannan. Sången är lång, pratig och musikalisk.

## Utbredning och systematik
Vitpannad stenskvätta delas in i fem underarter med följande utbredning:
- Oenanthe albifrons frontalis – sydligaste Mauretanien till Senegal, Nigeria, Tchad och Kamerun
- Oenanthe albifrons limbata – östra Kamerun till Centralafrikanska republiken (Ubangi-Shari region)
- Oenanthe albifrons clericalis – Sydsudan, nordöstra Kongo-Kinshasa och norra Uganda
- Oenanthe albifrons albifrons – Eritrea och norra Etiopien
- Oenanthe albifrons pachyrhyncha – sydvästra Etiopien

### Släktestillhörighet
Tidigare placerades arten i släktet Myrmecocichla, men flera DNA-studier visar att den är istället en del av stenskvättesläktet Oenanthe.

## Status och hot
Arten har ett stort utbredningsområde och en stor population med stabil utveckling och tros inte vara utsatt för något substantiellt hot. Utifrån dessa kriterier kategoriserar internationella naturvårdsunionen IUCN arten som livskraftig (LC). Världspopulationen har inte uppskattats men den beskrivs som ovanlig till lokalt vanlig.